# Пројекат GNOME
Пројекат Гном (понекад и Ном; енгл. GNOME Project) је међународна тежња да се направи једноставна рачунарска платформа коју би користили програмери слободног софтвера. Гном је службено радно окружење пројекта ГНУ, а назив је скраћеница од GNU Network Object Model Environment.

## Циљ
Према службеној веб страници, Гном пројекат нуди две ствари: Гном десктоп окружење, једноставно и привлачно корисницима и Гном програмерски тим који је задужен за развијање самог Гном окружења и креирање апликација. 
Гном пројекат нарочито истиче једноставност, корисност и ствари које „само раде“. Други циљеви пројекта су: 
- Слобода - направити десктоп окружење које ће увек бити бесплатно, са изворним кодом који је свима доступан.
- Локализација - превођење окружења на разне језике.
- Организација - регуларни ток издавања нових верзија и дисциплинирана структура заједнице.
- Подршка - било какав начин подршке компанијама/организацијама/појединцима који користе Гном.

## Историја
Гном пројекат су започели Мигел де Иказа и Федерико Мена у августу 1997.